# Бартизана (сторожевая башенка)
Бартизана (англ. Bartizan, нем. Scharwachtturm, фр. Échauguette, исп. Garita) — небольшая башенка, выступающая за пределы основной стены. 
Бартизана или сторожевая будка (La garita) как правило, строилась на углах крепостной стены или крупной башни.

## История

### Ранний период
Известна в фортификации с XIV века. Такие башни строились для того, чтобы одновременно иметь возможность наблюдать за стенам крепости или замка, и в случае опасности вести боковой обстрел врагов, которые попытаются взобраться на стену или разрушить её. При этом воин оставался под защитой и стрелял через узкие бойницы. То есть, по сути, бартизана ликвидировала «слепые зоны». Ведь человек, находящийся непосредственно на стене, не мог видеть, что происходит у её основания. Или ему приходилось перевешиваться через край, подвергая себя опасности. Ранние бартизаны редко имели крышу.

### XVI–XVIII века
Со временем бартизана превратилась в место, где нёс службу караульный. Поэтому такое сооружение часто называют сторожевой башенкой. Соответственно для защиты от осадков её накрывали крышей. После XV века при возведении мощных крепостей выступающие башни утратили актуальность, поэтому  бартизаны оказались весьма востребованы. При бастионной системе на каждом углу, где смыкались стены, часто строили выступающую за их пределы небольшую крытую башенку. Такая конструкция обычно поддерживалась ступенчатыми каменными выступами. По форме бартизаны могли быть круглыми, многоугольными или квадратными.
- Бартизана Петропавловской крепости в Санкт-Петербурге
- Угловая башенка крепости в Сезимбра в Португалии
- Бартизана в крепости Валетта на острове Мальта
- Вид угловой части стены крепости в городе Сан-Хуан (Пуэрто-Рико) в Пуэрто-Рико
- Бартизан в бывшем французском форте Шартр[фр.] в Иллинойсе на реке Миссисипи
- Башенка немецкого замка Пюрмонт
- Бартизана крепости Касба Удая в Марокко
- Башенка Вавельского замка в Кракове

### XIX век
После XVIII века бартизаны стали часто используемым декоративным украшением замков и особняков. Особенно популярны такие башенки оказались в стилях неоготика и шотландская баронская архитектура. Очень часто ими украшали верхние углы крупных башен. 
В начале XX века украшение зданий бартизанами вышло из моды.
- Бартизаны на углах башни жилого дома в шотландском Абердине (1868–1874)
- Главная башня Дворца мира в Гааге в Нидерландах
- Башня Мартинстор в немецком городе Фрайбург-им-Брайсгау
- Угловые башенки в португальской крепости Торри-ди-Белен
- Башня Фюнфграттурм[нем.] в Аугсбурге
- Бартизаны на башне ратуши в бельгийском городе Лир
- Декоративные башенки на ратуше Дессау (1898)